# Jaz, robot (film)
Glej Jaz, robot za zbirko kratkih znanstvenofantastičnih zgodb.
Jaz, robot (izvirno angleško I, Robot) je ameriški akcijski znanstvenofantastični triler iz leta 2004 v režiji Alexa Proyasa, ki je nastal po navdihu istoimenske zbirke ruskega pisatelja Isaaca Asimova iz leta 1950.

## Vsebina filma
Del Spooner je detektiv, ki živi v času robotov. Ne mara jih, saj domneva, da ne spoštujejo zakonov. Že zjutraj, ko hiti v službo, ima težave z njimi.
Nekega robota vrste NS–4 vidi teči s torbico. Takoj ga začne loviti. Na koncu se izkaže, da je torbico le nesel svoji gospodarici. V njegovi službi zvedo za nesporazum in mu zagrozijo z odpustitvijo. Grožnje se ustraši, a robote še naprej sovraži. Iz podjetja USR ga pokličejo na prizorišče smrti dr. Alfreda Lanninga. Del Spooner takoj začne preiskovati zadevo skupaj s USR-jevo uslužbenko Susan Calvin. Ta mu pokaže laboratorij dr. Alfreda Lanninga, kjer odkrijeta robota Sonnyja, ki ga Baly takoj obtoži, da je umoril dr. Alfreda Lanninga. Del Spooner skupaj s prijateljico prejšnje USR-jevo uslužbenke ugotovi, da je Sonny poseben robot, z lastnimi pozitronskimi možgani, neodvisnimi od V.I.K.I.-ja.
Med tem se po svetu začnejo dogajati čudne reči, ki zanetijo vojno med ljudmi in roboti. Sonny, Del Spooner ter prijateljica Susan Calvin uničijo sistem V.I.K.I. in tako končajo vojno. 
Po končani vojni operaciji Sanny pove resnico o umoru dr. Alfreda Lanninga. Ta je Sonnyju naročil, naj ga porine čez okno, ker je predvidel, da lahko le s svojo smrtjo zbudi pozornost detektivov. Če Del Spooner ne bi ukrepal, bi V.I.K.I. lahko zavladal svetu, kar pa bi bilo slabo za človeštvo.